# Aégis
Aégis è un concept album del gruppo musicale gothic metal Theatre of Tragedy, pubblicato nel 1998 attraverso l'etichetta discografica Massacre Records ed anticipato dal singolo Cassandra.

## Descrizione
In quest'album la band norvegese si dedica produrre un tipo di gothic più soft, profondo e dai ritornelli più ripetitivi; inoltre Raymond J. Rohonyi abbandona quasi totalmente l'uso del growl per dare spazio ad un cantare parlato. Aégis è l'ultimo elemento discografico di genere gothic metal prodotto dalla band prima della sua svolta verso dei generi più sperimentali.
La tracklist prevede otto tracce più due bonustrack: tutte e dieci le tracce possiedono il nome di un personaggio mitologico femminile, infatti, attraverso le solite liriche in medio inglese i Theatre of Tragedy ci narrano di ciascuna di queste donne. Brani come Cassandra, Aœde, Siren e Bacchante fanno riferimento alla mitologia greca, altri come Venus e Poppæa a quella romana.

## Tracce
1. Cassandra – 6:48
2. Lorelei – 5:37
3. Angélique – 5:46
4. Aœde – 6:10
5. Siren – 7:31
6. Venus – 5:33
7. Poppæa – 5:47
8. Bacchante – 6:42

### Limited Edition
1. Cassandra – 6:48
2. Lorelei – 5:37
3. Angélique – 5:46
4. Aœde – 6:10
5. Siren – 7:31
6. Samantha – 4:14
7. Venus – 5:33
8. Poppæa – 5:47
9. Bacchante – 6:42

### Japan Edition
1. Cassandra – 6:48
2. Lorelei – 5:37
3. Angélique – 5:46
4. Aœde – 6:10
5. Siren – 7:31
6. Venus – 5:33
7. Poppæa – 5:47
8. Bacchante – 6:42
9. Virago – 5:24